# بوينديلونا
بلدية بوينديلونا (بالإسبانية: Puendeluna) هي بلدية تقع في مقاطعة سرقسطة التابعة لمنطقة أراغون شمال شرق إسبانيا.

## الديموغرافيا
بلغ عدد سكان بلدية بوينديلونا 62 نسمة عام 2011 (وفقاً للمعهد الوطني الإسباني للإحصاء).
| 61 | 61 | 64 | 61 | 60 | 58 | 62 |